# Ferdinand Schmidt

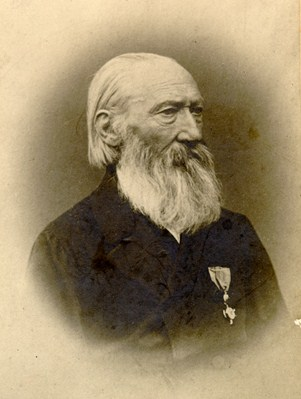
Ferdinand Jožef Schmidt

Ferdinand Jožef Schmidt (Šmit) (ur. 20 lutego 1791 w Sopronie, zm. 16 lutego 1878 w Lublanie) – węgiersko-słoweński przyrodnik, entomolog, z zawodu kupiec. Jego zbiór owadów w większości znajduje się w Muzeum Historii Naturalnej w Lublanie. Opisał m.in. jaskiniowego chrząszcza Leptodirus hochenwartii. Był członkiem około 50 towarzystw przyrodniczych w całej Europie.